# Kidlington
Kidlingtoné uma cidade e paróquia civil no distrito de Cherwell, em Oxfordshire, Inglaterra. Fica entre o rio Cherwell e o canal de Oxford, 8 km ao norte de Oxford e 13 km a sudoeste de Bicester. Tinha uma população de 13.600 habitantes no censo de 2021.
Kidlington, desde 2023, é a sede da equipe e fabricante de Fórmula E Jaguar TCS Racing.